# 요시다 스나오
요시다 스나오(일본어: 吉田 直, 1969년 10월 24일 ~ 2004년 7월 15일)는 일본의 작가이다

## 인물
후쿠오카현 출신으로 가고시마현의 라-살 중고등 학교를 졸업한 후 와세다 대학교 법학부에 진학, 교토 대학 대학원 석사과정을 수료했다.
1997년 제2회 스니커즈 대상 수상작 《제노사이드 엔젤 반역의 신들(ジェノサイド・エンジェル　叛逆の神々)》(카도가와 스니커 문고)로 데뷔하였다. 그 후 트리니티 블러드를 스니커즈에 연재하다가 2004년 7월 14일 급성 폐경색으로 갑자기 쓰러져 병원으로 이송되었지만 다음날 오후 1시 49분경 사망했다.
2010년 6월에는 유족이 기증한 작품을 모은 [요시다 스나오 문고]가 선생의 고향인 아시야정 도서관에 설치되었다.
2013년 선생이 참가한 [열풍해륙 부시로드]가 애니메이션화 되다.

## 작품 목록
- 제노사이드 엔젤 반역의 신들(ジェノサイド・エンジェル　叛逆の神々)
- 열풍해륙 부시로드 OVERLORD CHRONICLE(熱風海陸ブシロード OVERLORD CHRONICLE)
- Fighter
- 트리니티 블러드